# Ordalia

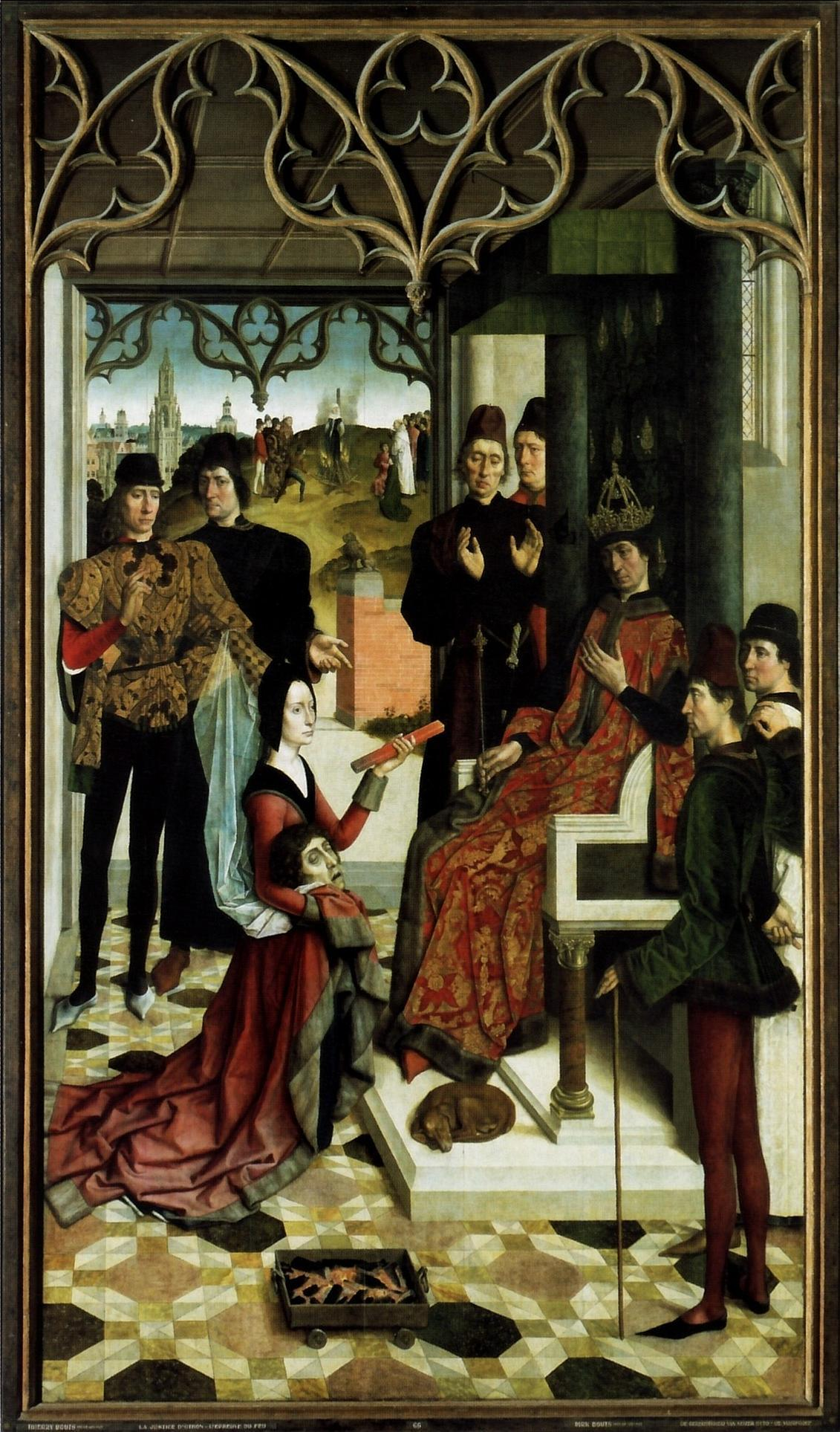
L'ordalia del fuoco di Dieric Bouts il Vecchio

L'ordàlia (pronunciato: orˈdalja o, sotto l'influenza francese, ordaˈlia; dal latino medievale ordalium e dal longobardo ordaïl, "giudizio di Dio") è un'antica pratica giuridica, secondo la quale l'innocenza o la colpevolezza dell'accusato venivano determinate sottoponendolo ad una prova dolorosa o a un duello. 
La determinazione dell'innocenza derivava dal completamento della prova senza subire danni (o dalla rapida guarigione delle lesioni riportate) oppure dalla vittoria nel duello. L'ordalia, come il duello di Dio, era un iudicium Dei: una procedura basata sulla premessa che Dio avrebbe aiutato l'innocente nel caso lo fosse davvero.

## Etimologia
Ordalia, parola derivante dal tedesco Ur-theil, è il giudizio divino, del quale restano tracce nel processo anglosassone (secondo il giurista Franco Cordero), con l'istituzione della giuria popolare: tipicamente dieci o dodici persone, che rappresentano l'"orda" (barbarica), che giudica in virtù dell'autorità derivante dalla rappresentanza della tribù, succedanea di Dio.
(René Girard, L'Antica Via degli Empi p. 23-25)
Importato in Italia in epoca longobarda e comune in tutto il mondo nel passato, questo tipo di processo sopravvisse fino al XVI secolo nell'Europa occidentale e più a lungo altrove.
Nella lingua inglese attuale il termine ordeal è usato ancora in senso figurato nel significato di una prova dura da affrontare.

## Principi e origini storiche
Il principio del “giudizio di Dio” si basa su un sistema giudiziario inefficace rispetto a quello in vigore non solo in epoca moderna, ma anche a quello esistente in epoca romana. Il magistrato romano, operava in un sistema che gli consentiva un'adeguata ricerca di prove e testimonianze per poter emettere un giudizio equo (al di là di eccessi e storture presenti in ogni epoca e in ogni sistema giudiziario); il concetto di ricerca della verità non era ricondotto ad un fatto formale, ma si veniva formando a seguito di un'accurata ricerca di prove e di fatti. Il sistema barbarico è, al contrario, completamente formale, nel senso che la ragione non sta dalla parte di chi può dimostrare la propria innocenza con fatti o testimonianze, ma piuttosto dalla parte di chi, per il solo fatto di aver superato una determinata formalità, non può che essere considerato innocente.
La giustizia non è pertanto un'astrazione mentale frutto di un ragionamento e di una convinzione da parte del giudice, ma è per il barbaro un'entità tangibile, qualcosa che si vede e si tocca. Il fondamento del giudizio era basato sul giuramento, che riconduceva il diritto ad un fatto religioso: col giuramento si chiamano a testimoni gli dèi, che possono vendicarsi in caso di spergiuro; nel caso di barbari convertiti al Cristianesimo il giuramento impegna direttamente la propria anima. Si tratta dunque di un elemento extragiudiziale, presupposto del giudizio che il magistrato dovrà emettere ed elemento preliminare all'eventuale ordalia.
Formulata l'accusa, al giudice spettava solo decidere se si doveva ricorrere al giuramento o al giudizio di Dio. Qui si esauriva la sua competenza, poiché la sentenza era direttamente conseguente all'esito della modalità stabilita. Trattandosi in particolare il giuramento di un atto che rapportava l'uomo a Dio, erano necessarie alcune garanzie di solennità, prima fra tutte l'intervento dei coniuratores (o sacramentales), generalmente parenti dell'accusato che giuravano insieme a lui, comunque non su fatti di cui erano a conoscenza, ma sul presupposto aprioristico dell'innocenza del congiunto. Si tratta in ogni caso di un progresso giuridico: i parenti sostituiscono il giuramento all'antica faida. Ma dalla mancanza di un segno tangibile di accettazione da parte di Dio deriva che a volte le parti, non convinte dalla sentenza scaturita dal giuramento, ricorressero di nuovo e comunque alla faida. Il giudizio di Dio, che a volte coesiste col giuramento, tenta dunque di superare questo problema.
La Chiesa non poteva infatti condividere la pratica dell'ordalia, che si configurava pur sempre come una sfida a Dio (per il fatto che doveva intervenire nelle questioni giudiziarie), ma non poteva neanche avversarla, col rischio di lasciare che le parti si facessero giustizia da sole. I termini del compromesso erano pertanto che al giudizio di Dio si dovesse ricorrere quando il giuramento non soddisfaceva le parti. Non è chiaro se la prova veniva richiesta dall'accusato, a conferma della infondatezza dell'accusa, o dall'accusatore, a conferma di un suo sospetto formulato come accusa. Sembra comunque che si potessero verificare entrambe le ipotesi, con una maggior frequenza del primo caso.

### Ordalie "antiche"
Vi sono testimonianze antiche che fanno pensare a usanze analoghe all'ordalia. Riguardo alla Mesopotamia, si riferiscono all'ordalia del fiume o, più precisamente, del dio fiume (sulle leggi della Mesopotamia cfr. il testo di Claudio Saporetti riportato in Bibliografia). Le più antiche si ritrovano nel cd. “Codice sumero di Ur-Nammu“, sovrano che regnò dal 2112 al 2095 a.C. L'ordalia è prevista anche nel diritto babilonese ed in particolare nel Codice di Hammurabi, che regnò dal 1792 al 1750 a.C. Ulteriori richiami alla prova del fiume sono contenuti nelle leggi cd. medioassire, relative al periodo dal 1424 al 1076 a.C. Nella maggior parte dei casi l'applicazione dell'ordalia è prevista con riguardo ad ipotesi di accuse di adulterio mosse a donne maritate, che rischiavano la morte per causa d'onore per mano del marito o della famiglia. In una fattispecie l'ordalia costituisce la prova per verificare la fondatezza o meno dell'accusa di stregoneria. Secondo una norma l'ordalia assume rilevanza in materia di divisione di eredità di beni, lasciati dal marito defunto alla vedova, tra questa ed i suoi cognati.
In epoca etrusca e successivamente romana, la cosiddetta poena cullei (da culleus, sacco), sarebbe stata applicata a Roma dal tempo di Tarquinio Prisco, e consisteva nel legare i polsi e consegnare quindi una corta spada al presunto colpevole, chiudendolo poi in un sacco assieme ad un gallo, un cane, un serpente e una scimmia (o una capra) e quindi immergendo il sacco nelle acque del Tevere o di un altro corso d'acqua. Se la persona sottoposta a questo rito riusciva a liberarsi, aveva evidentemente il consenso degli dei, ed era dunque considerata innocente.
Una variante di questa ordalia consisteva nell'incappucciare il condannato e legargli dietro alla schiena una mano. L'altra mano libera teneva una spada con la quale il condannato doveva combattere contro una bestia feroce. Se moriva, veniva seppellito insieme alla bestia dentro un sarcofago, su cui veniva poi dipinta una luna nera. Questo rito è presente in alcune pitture etrusche, dove è raffigurato anche il personaggio denominato "Phersu".
Valerio Massimo ricorda la prova cui dovette sottoporsi Tuccia, una vestale accusata di aver violato il voto di castità (incestum) e che per questo rischiava la morte. La vestale chiese di poter provare la sua innocenza sottoponendosi a una prova consistente nel tentare di raccogliere l'acqua del Tevere con un setaccio, dopo aver richiesto l'aiuto della dea Vesta. La prova riuscì e Tuccia venne ritenuta innocente.
Presso gli Ebrei è registrata una forma di ordalia dell'acqua, che consisteva nel consumo di "acqua amara" senza subire danno. Si tratta di una pena presente nella Torah come prova per una donna accusata di aver commesso adulterio, e che per questo rischiava la lapidazione. La prova è chiamata Sotah. 
(La Bibbia, C.E.I., Numeri 5, 19)

## Modalità del giudizio di Dio
Nell'Europa medievale l'ordalia era spesso "del fuoco" o "dell'acqua": generalmente metallo incandescente nel primo caso e acqua bollente nel secondo, ma lo svolgimento esatto dell'ordalia variava anche notevolmente tra aree geografiche ed epoche. A seconda dei costumi del periodo, l'innocenza era mostrata da una completa assenza di lesioni, oppure le ferite venivano fasciate ed in seguito esaminate per verificarne la guarigione o la suppurazione.
Gli elementi delle ordalie erano solitamente sotto il controllo e la supervisione del clero locale, a cui venivano affidate dal giudice. Il giudizio di Dio diveniva così, tra formule, preghiere, benedizioni e Messa, una cerimonia con caratteristiche di funzione religiosa, con il conseguente rispetto reverenziale del popolo. Le registrazioni giudiziarie di questi procedimenti indicano che un discreto numero di accusati venne scagionato dall'ordalia. Del resto, poiché i sacerdoti conoscevano i loro parrocchiani e ascoltavano le loro confessioni, sembra probabile che l'ordalia venisse aggiustata in qualche modo, per ottenere un verdetto che il sacerdote riteneva giusto.
Il clero stesso non era disposto a sottoporsi ai rischi del giudizio di Dio, quindi veniva prevista per i religiosi l'ordalia del pane: un pezzo di torta, di pane o di formaggio (chiamato "boccone maledetto"), veniva posto sull'altare della chiesa. L'accusato veniva portato all'altare e recitava una preghiera, con l'effetto che Dio avrebbe inviato l'arcangelo Gabriele a bloccare la sua gola e farlo soffocare se colpevole. Pochi vennero condannati da questo processo, anche se è plausibile che le dimensioni del boccone fossero stabilite dall'inquisitore, che certamente aveva una conoscenza del comportamento dell'accusato che gli derivava dal confessionale.
Le cronache riportano diversi tipi di ordalia, ma si tratta esclusivamente di quelli che la Chiesa tollerava e che erano accompagnati da cerimonie liturgiche. Tra i più frequenti, il giudizio dell'acqua: una volta espletati i riti e le formule religiose, l'accusato (o una tavola con inciso il suo nome) veniva immerso in acqua legato; se, riportato a galla con la fune, era ancora vivo, era dimostrata la sua innocenza, ma se l'acqua lo respingeva e galleggiava da solo era colpevole. Ma esisteva anche la versione opposta: Gregorio di Tours (VII secolo) registrò la comune aspettativa che con una pietra da mola attorno al collo il condannato sarebbe affogato: «I crudeli pagani lo gettarono [Quirino, vescovo della Sisak] in un fiume con una pietra da mola legata al collo, e quando cadde in acqua venne sostenuto a lungo sulla superficie da un miracolo divino, e la acque non lo risucchiarono poiché il peso dei crimini non gravava su di lui».
Una variante dell'ordalia dell'acqua era la richiesta di togliere una pietra da un pentolone di acqua bollente, o comunque di immergervi una mano. Le conseguenze riportate (e in ogni caso i tempi e le condizioni di guarigione) indicavano la colpevolezza o l'innocenza. Varie forme erano previste anche nell'ordalia del fuoco: una pratica di origine scandinava e anglosassone imponeva che l'accusato tenesse le mani sopra un ferro rovente o che facesse nove passi reggendo con entrambe le mani una barra di ferro incandescente. Una versione inglese prevedeva che l'accusato, bendato, camminasse su nove lame incandescenti poste sul pavimento. Prova molto comune era il duello, inizialmente un modo concordato tra le parti per dirimere la lite senza alcun ricorso alla presenza divina, e pertanto disapprovato dalla Chiesa (che, peraltro, avversava tutte le forme cruente di ordalia), che poi, col tempo, finì per apprezzare questo tipo di giudizio come un mezzo per ribadire i diritti di chiese e monasteri.
Ovviamente gli ecclesiastici delegavano il duello a loro campioni, ed i monasteri più ricchi potevano scegliere il meglio dei combattenti a disposizione. Di conseguenza, chi aveva questioni aperte con i monasteri il più delle volte preferiva sottostare alle pretese dei monaci. Ma il duello (derivazione della faida) solo col tempo si è assimilato all'ordalia, e come tale veniva utilizzato, in generale, per delitti di particolare gravità. Era preceduto dal giuramento di combattere per la verità, ed era dunque anch'esso una formalità connessa al giuramento; chi perdeva il duello, quando non perdeva anche la vita, oltre alle conseguenze primarie dello scontro, subiva anche il taglio della mano per spergiuro. Il duello si svolgeva in un campus, e campiones erano i protagonisti, quando non si trattava dei diretti interessati..
Alcune ordalie erano meno dolorose e cruente, spesso basate su credenze magiche: sia la coscinomanzia sia l'assinomanzia erano considerate ordalie, ma senza il danno provocato durante il processo per determinare la colpevolezza. La pratica per cui si credeva che le ferite di un cadavere assassinato si sarebbero riaperte e avrebbero sanguinato alla presenza dell'assassino, era anch'essa un'ordalia, usata per l'ultima volta in Inghilterra nel 1628. Pungere una presunta strega per cercare il marchio del diavolo può essere considerato un tipo di ordalia; anche Matthew Hopkins sottopose le sue vittime a questa pratica. Queste ultime ordalie avevano più i modi della divinazione, usata come strumento per investigare i crimini, che come processo vero e proprio.

## Abolizione
Nella common law inglese, l'ordalia iniziò a cadere in disuso a partire dall'assise di Clarendon (1166), istituita da Enrico II d'Inghilterra. Continuò ad essere usata, giudiziariamente o extragiudiziariamente, in casi in cui non si riteneva possibile alcun'altra prova, come per omicidi senza testimoni o per crimini come la stregoneria. Un altro colpo contro l'ordalia venne portato nel 1215, quando il quarto concilio laterano vietò al clero cattolico di amministrare le ordalie. Poiché le circostanze suggeriscono che l'intervento del clero fosse centrale nel risultato delle ordalie, questa proibizione intralciò gravemente la pratica.
In obbedienza a questo principio, nel 1220, durante il regno di Enrico III, l'ordalia venne abolita in Inghilterra, e vennero istituiti processi davanti ad una giuria per tutti quei casi per i quali in precedenza si fosse ricorso ad un'ordalia. Quando la persecuzione delle streghe infine si estinse nel XVII secolo, le ultime vestigia dell'ordalia si estinsero con essa. L'ordalia era qualcosa di differente dalla pena forte e dura, che prevedeva di schiacciare con dei grossi pesi una persona accusata, che si rifiutava di presentare una dichiarazione di colpevolezza o di innocenza, finché non cedeva o moriva.
Nelle costituzioni di Melfi del 1231, anche Federico II di Svevia proibì l'ordalia poiché era considerata "irrazionale".
Sopravvivenza della pratica dell'ordalia vi furono secondo alcuni (tale è l'opinione di Voltaire ad esempio) sotto fattispecie di tortura giudiziaria, anche del testimone, fino al XVIII secolo, sia in ambito secolare che dell'Inquisizione, nel caso (oltre che di estorcere confessioni) che le parole del soggetto non fossero dai giudici dell'epoca considerate veritiere o attendibili, quando con l'illuminismo tali pratiche furono definitivamente eliminate.